# 평택 전씨
평택 전씨(平澤田氏)는 경기도 평택시를 본관으로 하는 한국의 성씨이다.

## 역사
시조 전광언(田光彦)은 평택 출신으로 조선에서 호조좌랑을 지냈다. 그러던 중 계유정난으로 단종이 폐위되자 이를 반대하여 평안도로 쫓겨났다.

## 참고 자료
- “평택전씨(平澤田氏)”. 뿌리를 찾아서.[깨진 링크(과거 내용 찾기)]